# Tropfen
Tropfen is een historisch merk van motorfietsen die ook als LMS werden verkocht.
De bedrijfsnaam was: Luftreederei Max Schueler, Osnabrück-Netterheide (1923-1924).
Max Schueler had een Duits luchtvaartbedrijf dat ook motorfietsen met een volledige, eivormige stroomlijn maakte. Daarin zaten 300-, 350- en 770 cc motoren.
De "Luftreederei Max Schueler" was aanvankelijk gevestigd in Chemnitz en was in 1920 opgericht. Vanwege het Verdrag van Versailles mocht men geen vliegtuigen produceren en het bedrijf verhuisde naar Osnabrück waar men in 1923 motorfietsen met een druppelvormige ("Tropfen") stroomlijnkuip ging bouwen. Deze modellen werden ook wel "Das Rasende Ei" genoemd, maar het werd geen succes en na 1924 verdwenen ze weer van de markt.